# Senfweißling

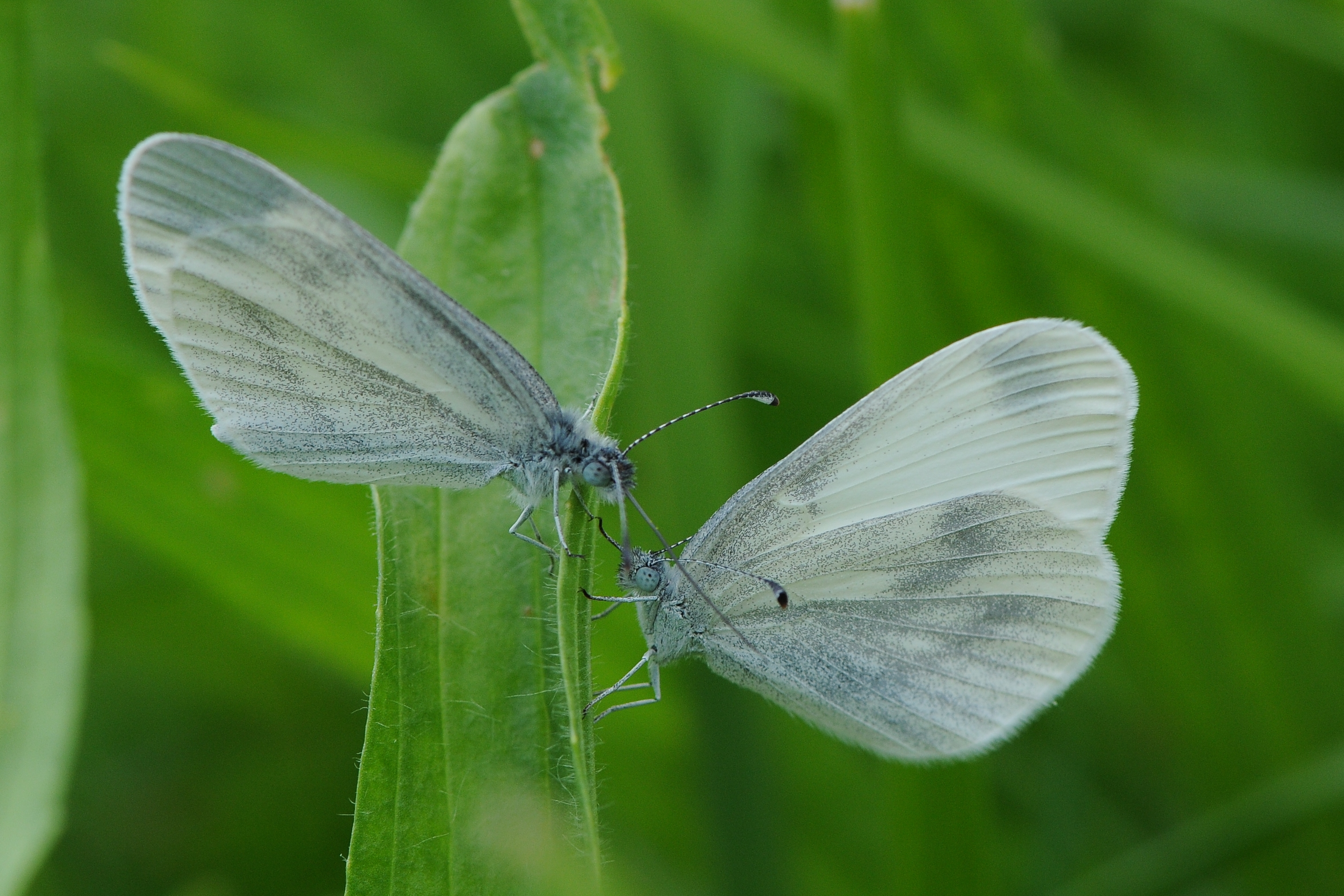
Balzende Senfweißlinge, rechts das Weibchen

Der Senfweißling, auch Tintenfleck-Weißling oder Leguminosen-Weißling, ist ein Artkomplex dreier nah verwandter Tagfalter-Arten aus der Familie der Weißlinge (Pieridae). Bis 1989 wurden alle Populationen der Art Leptidea sinapis (Linnaeus, 1758) zugeordnet. Dann wurde erkannt, dass es sich um einen Komplex zweier kryptischer Arten handelt, die verlässlich nur anhand der Begattungsorgane unterscheidbar sind. Die neu erkannte Art wurde Leptidea reali Reissinger, 1989 genannt (Synonym: Leptidea lorkovicii Réal, 1988). 2011 stellte sich heraus, dass auch das, was vorher L. reali genannt wurde, in Wirklichkeit einen Komplex aus zwei Arten darstellt, die morphologisch überhaupt nicht unterscheidbar sind, sondern nur anhand ihrer DNA-Sequenz. Die dritte Art wurde als Leptidea juvernica Williams, 1946 abgetrennt. Während L. sinapis und L. juvernica weit verbreitet sind und auch in Mitteleuropa vorkommen, ist L. reali auf ein kleines Areal in Südwesteuropa beschränkt.

## Merkmale

### Falter
Der Senfweißling ist ein eher kleiner Weißling mit einer Flügellänge von 19 bis 24 Millimeter. Körper und Flügel sind überwiegend weiß beschuppt. Zeichnung und Färbung unterscheiden sich zwischen den Geschlechtern (Sexualdimorphismus) und auch zwischen den Generationen (Saisondimorphismus). Beim Männchen sind die Flügeloberseiten reinweiß mit einem schwarzen Fleck auf der Spitze der Vorderflügel. Dieser ist in der ersten Generation größer und reicht meist bis zum Flügelrand. In der zweiten Generation ist er in der Regel kleiner, aber intensiver gefärbt und rund, wobei er nicht den Rand erreicht. Beim Weibchen ist der Fleck weitgehend reduziert, meist sind an der Flügelspitze einige schwarze Schuppen untergemischt, die aber seltener auch völlig fehlen können (als var. erysimi bezeichnet). Die Flügelunterseite ist ausgedehnt grünlichgelb beschuppt und trägt oft unklare, unscharf begrenzte etwas dunklere Flecken oder Binden. Der Kolben der Fühler ist in beiden Geschlechtern überwiegend schwarz gefärbt. Die Spitze ist unscharf begrenzt kastanienbraun mit einem klar erkennbaren, weißen Fleck auf der Unterseite. Die Falter sitzen normalerweise immer mit zusammengeklappten Flügeln.

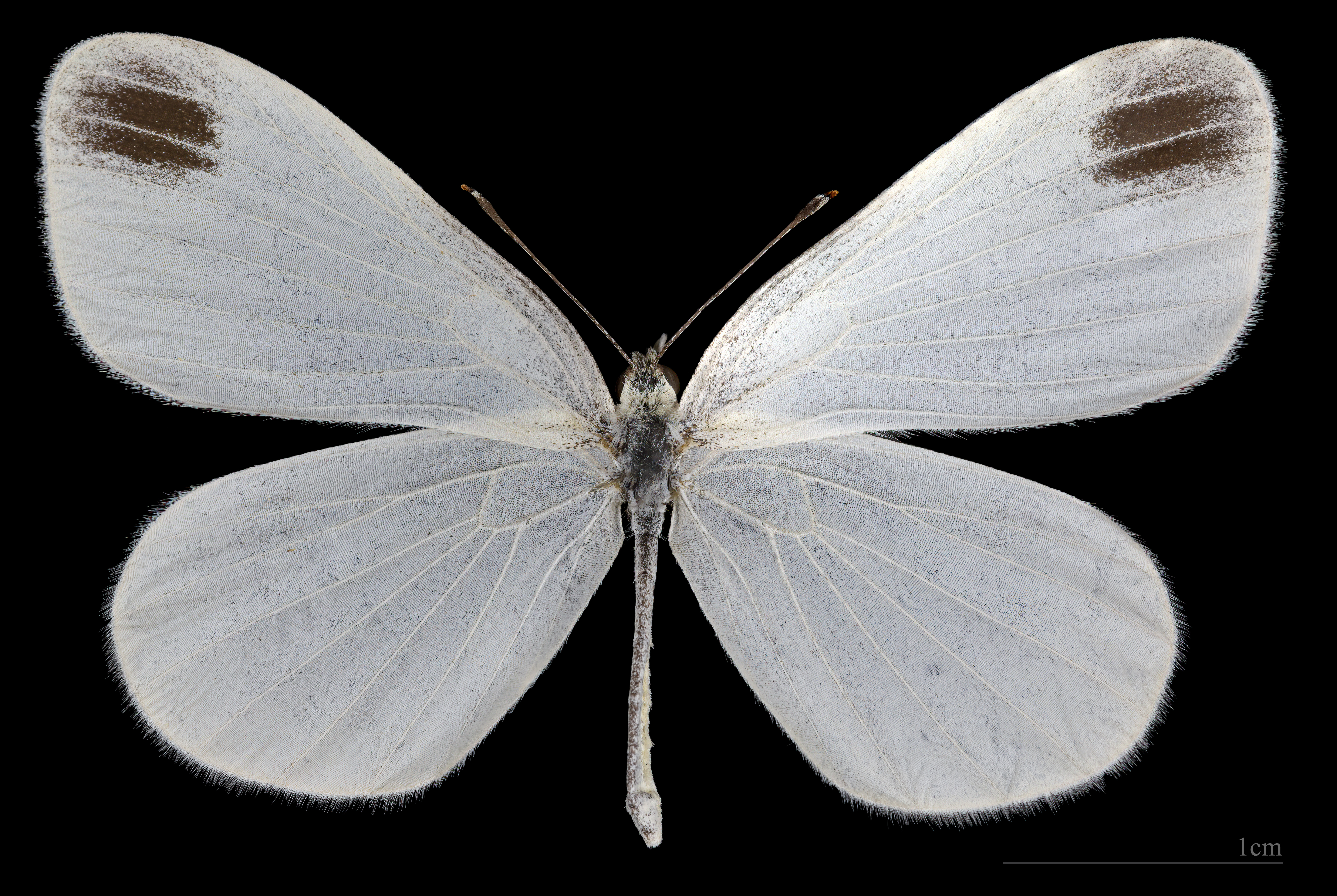
Leptidea sinapis ♂
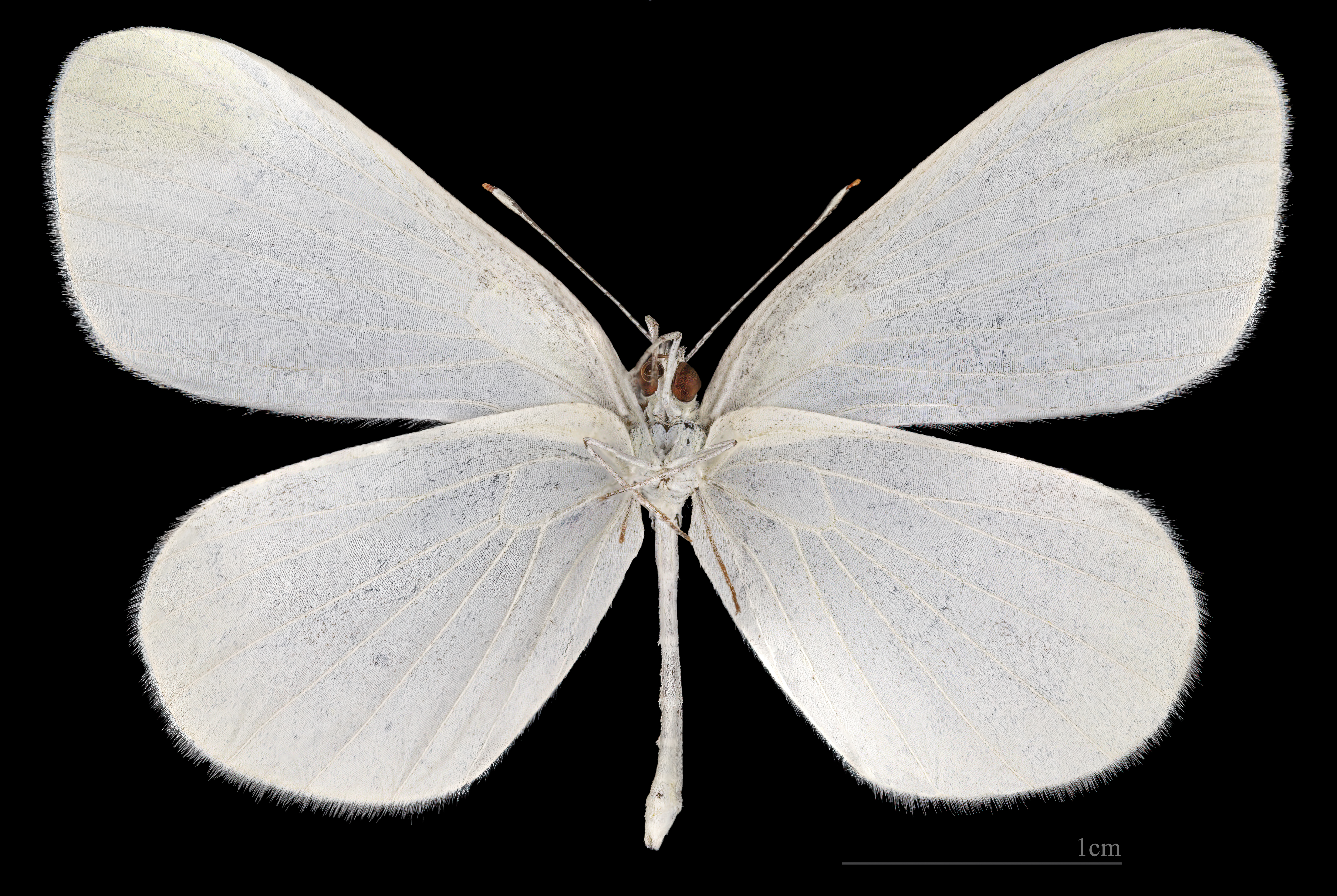
Leptidea sinapis ♂   △
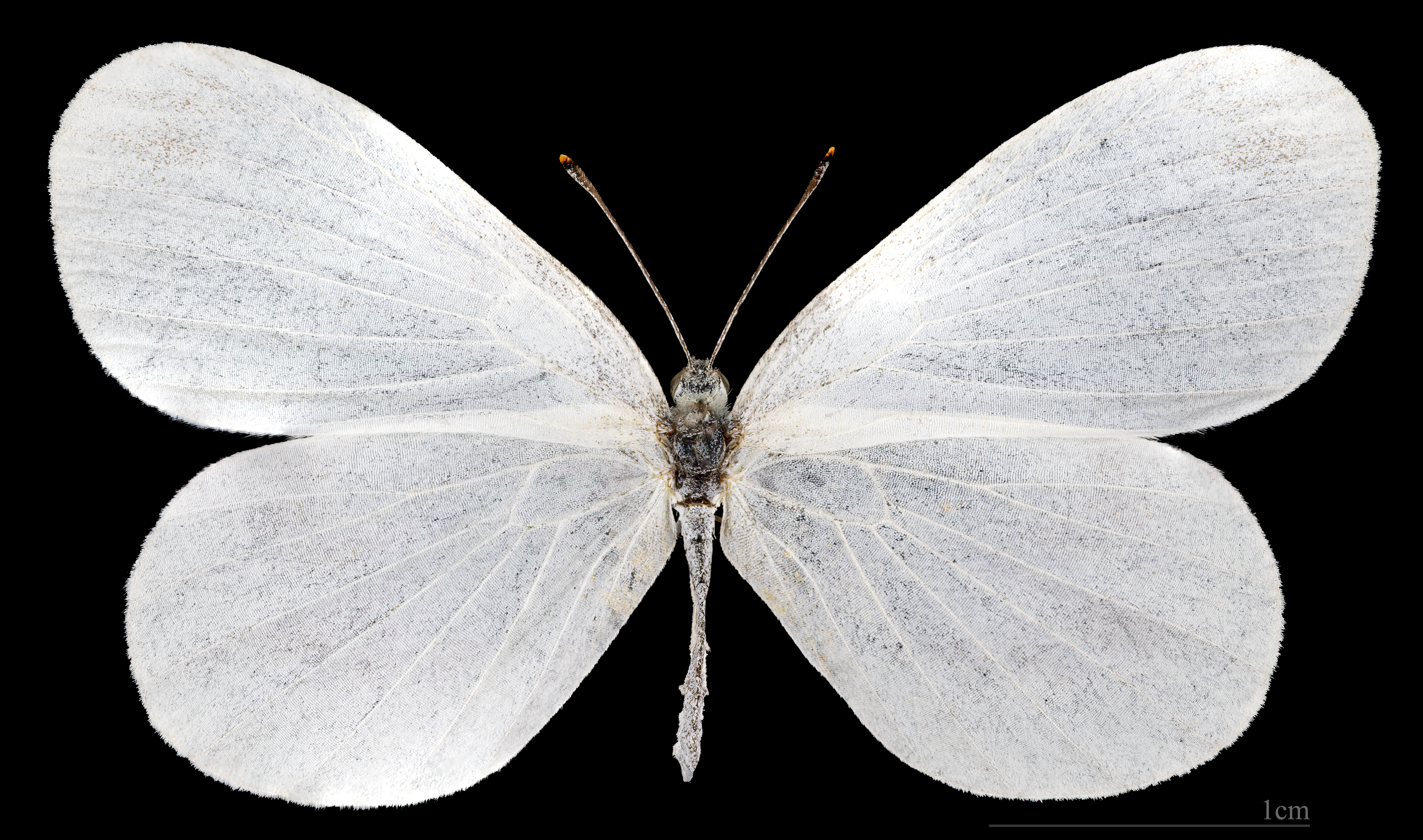
Leptidea sinapis   ♀
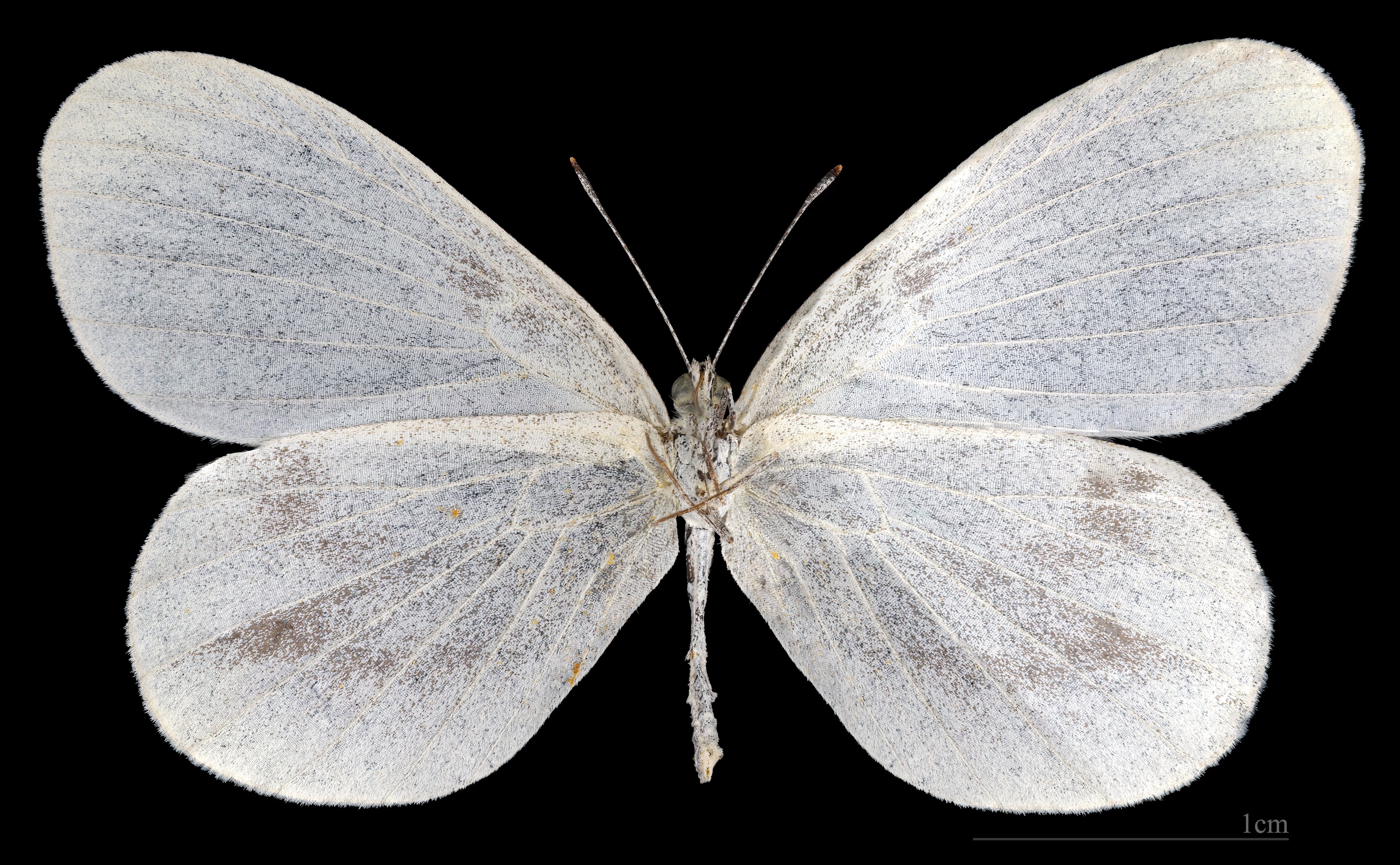
Leptidea sinapis   ♀ △

Leptidea sinapis und L. juvernica (+ L. reali) weisen bei den Männchen der ersten Generation einen gewissen Unterschied in der Ausprägung des schwarzen Apikalflecks im Vorderflügel auf. Der Vorderrand des Flecks ist (bei typischer Ausprägung) bei L. juvernica eher konkav (Fleck am Flügelrand mit einem schwarzen Balken nach vorne verlängert), bei L. sinapis eher konvex (Fleck am Flügelrand durch einen zur Spitze zeigenden weißen Streifen eingezogen). Oft ist L. juvernica insgesamt etwas dunkler gezeichnet als L. sinapis. Diese Merkmale sind aber nur statistisch und werden erst beim Vergleich größerer Serien erkennbar. Einzeltiere sind anhand der Zeichnung nicht sicher bestimmbar.
Die sichere Unterscheidung von L. sinapis und L. juvernica/L. reali ist nur anhand der männlichen und weiblichen Begattungsorgane möglich. Die männlichen sind in eine sklerotisierte Kapsel eingeschlossen. Der Aedeagus von L. sinapis ist deutlich kürzer (nie über 1,74 Millimeter) als derjenige der beiden anderen Arten (länger als 1,82 Millimeter). Dem entspricht beim Weibchen ein kürzerer Ductus bursae; dieser besteht bei der Gattung aus einer einfachen Röhre, die nach oben schwach aufgeweitet ist.
Die anderen Leptidea-Arten sind morphologisch ebenfalls sehr ähnlich und schwer unterscheidbar. In Mitteleuropa ist hier nur der Östliche Senfweißling, Leptidea morsei (Fenton, 1881), zu berücksichtigen, der im äußersten Osten von Österreich (Burgenland und Osten von Niederösterreich und Steiermark), in Tschechien und der Slowakei vorkommt. Diese Art lebt, zumindest im Gebiet, vermutlich monophag an der Schwärzenden Platterbse (Lathyrus niger).
Bemerkenswerterweise erwies sich die Art L. sinapis bezüglich ihrer Chromosomenzahl als nicht stabil. Über das Verbreitungsgebiet konnte eine genetische Kline mit 2n=106 in Spanien bis 2n=56 in Kasachstan nachgewiesen werden. Dabei war die Chromosomenzahl auch innerhalb einzelner Populationen ungleich. Sogar einzelne Individuen erwiesen sich als chromosomal heterozygot. Die Meiose war dadurch nicht beeinträchtigt.

### Eier und Raupen
Die Eier sind gelblichweiß gefärbt, längsrippig und spindelförmig. Die Raupen der Arten sind leuchtend grün gefärbt. Auf der Rückenmitte ist ein breites, grün gefärbtes Band beidseitig durch helle Streifen abgegrenzt. Seitlich befindet sich jeweils ein abwechselnd weißer und gelber Streifen. Die drei Arten sind im Raupenstadium nicht unterscheidbar.

### Puppen
Die Überwinterung erfolgt als Gürtelpuppe an einem Stängel. Die Puppen sind ockergelb und tragen einen rotgelben Seitenstreifen. Nach Friberg sind die Schwesterarten im Puppenstadium unterscheidbar. Demnach sind die Antennen der Puppe bei L. sinapis überwiegend weiß, mit einer deutlichen rosa gefärbten Mittellinie. Bei L. juvernica sind sie überwiegend rosa mit undeutlich begrenzten weißen Aufhellungen zum Rand hin.

## Verbreitung und Gefährdung
Leptidea sinapis und Leptidea juvernica sind paläarktisch verbreitet: Sie kommen von Westeuropa bis in den Osten Chinas vor. Leptidea reali ist hingegen auf ein Areal beschränkt, das den Norden der Iberischen Halbinsel und Südwestfrankreich und den Süden Italiens umfasst; die genaue Verbreitung dieser Art ist aufgrund der erst kürzlich erfolgten Abspaltung unzureichend bekannt. Die beiden anderen Arten kommen fast in ihrem gesamten Verbreitungsgebiet gemeinsam (sympatrisch) vor, unterscheiden sich aber meist lokal in der Wahl des Mikrohabitats. Auf den Britischen Inseln soll L. juvernica auf Irland beschränkt sein, während L. sinapis auch in England vorkommt. Die Verbreitung beider Arten ist z. B. in Österreich, den Niederlanden oder Polen untersucht worden. Für Deutschland ist die Verbreitung unzureichend bekannt. Im Prinzip ist im gesamten europäischen Verbreitungsgebiet, einschließlich des südskandinavischen Raums, vom Vorkommen beider Arten auszugehen.
In größeren Teilen Europas wird von einem mehr oder weniger auffallenden Rückgang der bekannten Populationen von L. sinapis berichtet, oft von einer Arealexpansion von L. juvernica begleitet (z. B. in Polen). In England gilt L. sinapis als bestandsbedroht und ist Gegenstand eines Artenhilfsprogramms. In Deutschland ist die Sammelart in Süddeutschland verbreitet, aber nicht häufig, sie wird nach Norddeutschland hin seltener und fehlt im Bereich der Nordseeküste völlig. In Baden-Württemberg ist der Bestand rückläufig, aber die Art nicht gefährdet. In Bayern wird sie in der Vorwarnliste geführt.

## Ökologie und Lebensweise

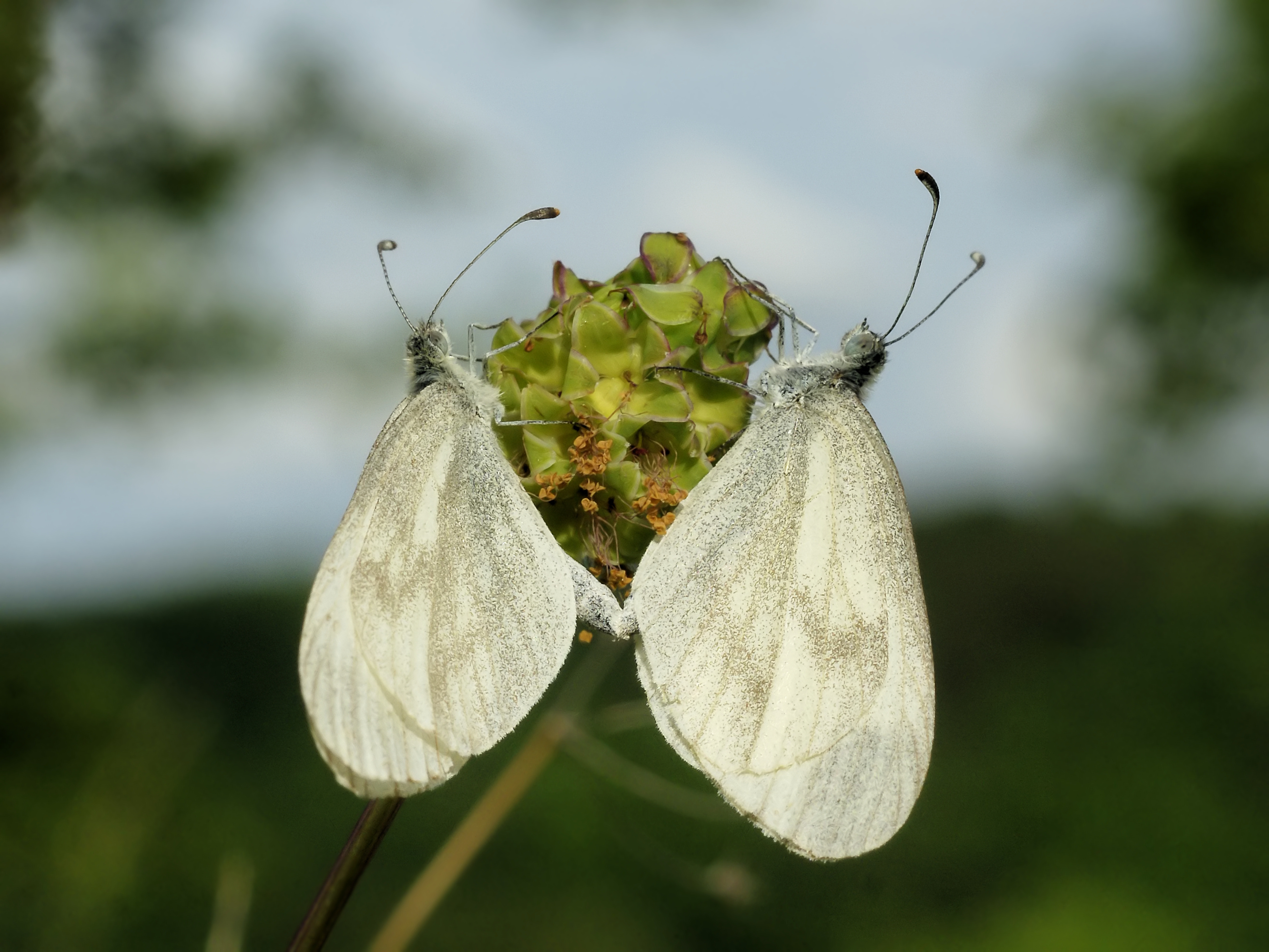
Zwei Senfweißlinge bei der Paarung

Der Senfweißling als Sammelart ist ein Bewohner sonniger Saumstandorte am Rand von Wiesen, Mager- und Trockenrasen, Wegen und Gebüschen. Man findet ihn auch an Waldrändern, in lichten Wäldern und in naturnahen Gärten. Er meidet kühle und feuchte Gebiete mit einem Jahresmittel unter 6 °C und einer mittleren Niederschlagssumme über 1400 Millimetern. Bezüglich der Habitateinnischung der sympatrischen Arten L. sinapis und L. juvernica existieren widersprüchliche Aussagen. In Teilen des Verbreitungsgebiets ist eine der Arten weit verbreitet und häufig und die andere ein seltener Habitatspezialist. Dies kehrt sich jedoch in anderen Regionen um. Angaben zum Vorzugshabitat und zur bevorzugten Raupennahrungspflanze sollten deshalb nicht unkritisch auf andere Regionen übertragen werden. So wird regional für jeweils eine der Arten ein bevorzugtes Vorkommen jeweils eher in Wiesen bzw. in lichten Wäldern angegeben. Diese Unterschiede waren in anderen Regionen nicht zu bestätigen oder sogar genau umgekehrt. Für Deutschland liegt kein Hinweis auf eine Habitatseparation vor: Beide Arten sind nicht selten nebeneinander im selben Habitat verbreitet. Ein Mechanismus, der zur Habitattrennung beiträgt, könnte der spezifische Paarungsmodus der Arten sein. Die Trennung der Arten fällt nämlich nicht nur den menschlichen Untersuchern schwer, sondern auch den Männchen der Schmetterlingsarten selbst. Es konnte gezeigt werden, das Männchen Balzverhalten gegenüber Weibchen beider Arten zeigen (bei direkter Wahl werden Weibchen der eigenen Art eventuell etwas bevorzugt). Als Paarungspartner akzeptieren die Weibchen aber nur Partner der jeweils eigenen Art. Durch die Belästigung durch Paarungsversuche von Männchen der fremden Art sind Weibchen der im Lebensraum jeweils selteneren Art benachteiligt, was experimentell belegt werden konnte. Damit existiert ein Mechanismus, der zufällige Dichteunterschiede verstärken kann. Dies kann zu (eher zufällig gesteuerter) Habitatspezialisierung führen.
Der Name Senfweißling ist irreführend, da die Arten im Gegensatz zu anderen Weißlingen weder als Falter noch als Raupe von Kreuzblütlern leben. Die Eiablage erfolgt ausschließlich an Schmetterlingsblütlern (Fabaceae, früher auch: Leguminosen). Weidemann hatte daher (vor der Auftrennung in mehrere Arten) vorgeschlagen, den Namen Leguminosen-Weißling zu verwenden.
Vor der Eiablage werden die Pflanzen sehr genau inspiziert, so dass nur Fabaceen angenommen werden (jedoch nicht alle). Zu den wichtigsten Eiablagepflanzen gehören
- Wiesen-Platterbse (Lathyrus pratensis)
- Vogelwicke (Vicia cracca)
- Gewöhnlicher Hornklee (Lotus corniculatus)
- Sichelklee (Medicago falcata)
- Bunte Kronwicke (Securigera varia)

Bei Untersuchungen in Österreich bevorzugten Weibchen von Leptidea juvernica die Wiesen-Platterbse, während Leptidea sinapis Hornklee präferierte. Diese Vorliebe gilt aber nur für die dort untersuchte Population und deckt sich z. B. nicht mit den schwedischen Beobachtungen.

### Flug- und Raupenzeiten
Alle drei Arten bilden zwei Generationen vom Frühling bis in den Sommer, in kühleren Gebieten regional auch nur eine Generation. Die erste Generation fliegt zur Blüte des Wiesen-Schaumkrauts (Cardamine pratensis). Die etwas kleineren Falter der zweiten Generation können ab Mitte Juli beobachtet werden.